# Cheryl (personaggio)
(Tipica frase con cui Cheryl rimprovera suo marito Jim)
Cheryl Paola Mabel, solitamente chiamata con il solo nome Cheryl, è un personaggio protagonista della sitcom La vita secondo Jim. È interpretata da Courtney Thorne-Smith.

## Descrizione
Cheryl è la protagonista femminile della serie, nonché moglie di Jim, oltre che la sorella maggiore di Dana ed Andy. Sposata con Jim da 15 anni, è laureata in amministrazione aziendale, ma ha scelto di rinunciare alla carriera lavorativa per fare la casalinga e crescere i loro tre figli Ruby, Gracie e Kyle (cui si aggiungeranno, anni dopo, i gemelli Gordon e Jonathan), che le danno parecchio da fare. Cheryl è una persona sensibile, gentile, dolce, leale, di buon cuore, matura, intelligente, coerente ed onesta, in pratica l'esatto opposto di suo marito Jim; svariate volte tenta di cambiare il carattere del marito. Questo aspetto della vita di Cheryl viene trattato con maggior rilievo nell'episodio "Il bastone" della quinta stagione, cercando di farlo rinunciare a pigrizia e maschilismo, purtroppo per lei senza alcun risultato.
Alla luce dei fatti, però, Cheryl ama Jim così com'è, poiché è innamorata proprio di una personalità così diversa dalla sua e perché nutre sempre la segreta speranza, un giorno, di poterlo cambiare in meglio. Nonostante Jim la faccia spesso spazientire, Cheryl non abbandona mai il marito, anzi spesso è lei stessa a tirarlo fuori dai guai: in questi casi Cheryl perdona sempre Jim, rimproverandolo e sperando che il marito abbia imparato la lezione.
Nonostante l'impegno quotidiano come moglie e madre, passa ancora molto tempo con la sorella Dana e il fratello Andy, i quali frequentano molto spesso casa sua. Nello specifico, è particolarmente in sintonia con la sorella Dana, con la quale ha un rapporto molto affiatato e alla quale si appoggia ogni volta che Jim combina qualche guaio. Ha un ottimo rapporto anche con Andy, pur se periodicamente incrinato quando il fratello si rende complice dei misfatti del marito.
Cheryl sembra essere la "voce della ragione" della sua famiglia, responsabile e matura, a differenza di Jim, incivile e testardo. In realtà, sovente commette errori quanto il marito, e soprattutto non è meno testarda e ambiziosa di lui quando vuole raggiungere i suoi obiettivi. Questo aspetto della vita di Cheryl viene trattato con maggior rilievo nell'episodio Un Jim felice dell'ottava stagione. Un'altra differenza tra Jim e Cheryl è che al marito non interessa cosa pensano gli altri di lui, mentre per Cheryl questo è un aspetto quasi fondamentale delle sue relazioni sociali. Questo aspetto della vita di Cheryl viene trattato con maggior rilievo nell'episodio Cheryl cantante della terza stagione. È quasi ossessionata dall'idea di dover piacere a qualsiasi persona conosca; questa sua mania per la perfezione è dovuta al tentativo di colmare le sue numerose insicurezze. Questo aspetto della vita di Cheryl viene trattato con maggior rilievo nell'episodio La vita è lunga della terza stagione.
Nella settima stagione, da quando rimane incinta dei due gemelli, il suo vero comportamento viene a galla, dimostrandosi essere stata nel passato, ed essendolo ancora, bugiarda, falsa, doppiogiochista, imbrogliona e pelandrona. In gioventù si scopre essere stata una ragazza "facile", che è stata con molti sportivi della sua scuola (preferiva in particolare fidanzarsi con i giocatori della squadra di basket della scuola).

## Famiglia
Il padre di Cheryl è morto investito da un autobus quando lei era poco più che adulta, da poco sposata con Jim. Questo triste evento l'ha costretta a maturare molto in fretta, per prendersi cura della madre e dei fratelli; più volte, nel corso della serie, Cheryl ricorda con grande tristezza e malinconia la figura paterna. La madre Maggie è invece ancora viva, e tra lei e Jim c'è un bel rapporto, anche se ogni tanto Jim non la vorrebbe per lungo tempo ospite a casa loro perché non ama la sudditanza di Cheryl nei suoi confronti. Ha una cugina, Mindy, snob, egocentrica e presuntuosa, per questo mal sopportata anche da Andy e Dana, con cui entra in competizione nell'episodio Cheryl cantante della terza stagione.

## Passioni
Cheryl disdegna tutte le passioni di Jim: non sopporta la sua ossessione per lo sport, non tollera il suo uso smodato di alcolici e sigari, e non ama molto neanche la sua passione per la musica blues, dato che, a causa di ciò, periodicamente si ritrova il garage di casa occupato dai membri della band del marito.
Di contro, anche lei ama coltivare delle passioni nel tempo libero, ma più tranquille e pacate; periodicamente cerca di coinvolgere in esse anche suo marito Jim, nella speranza di potervisi dedicare insieme, ma sempre con esiti negativi. Tra gli impegni volontari di Cheryl c'è la parrocchia, dove si rende utile organizzando soprattutto aste di beneficenza e raccolte di fondi, e anche il "club del libro", a cui partecipa insieme alle sue amiche. Occasionalmente prende parte attivamente anche all'organizzazione di manifestazioni nelle scuole dei figli, ed inoltre, per rilassarsi, ama frequentare corsi di yoga.
Cheryl è un'eccelsa giocatrice di biliardo, dovuto al fatto che venne regalato a lei e Dana quando erano piccole e quindi ci ha giocato molte volte.